# Sphingonotus satrapes
Sphingonotus satrapes är en insektsart som beskrevs av Henri Saussure 1884. Sphingonotus satrapes ingår i släktet Sphingonotus och familjen gräshoppor.

## Underarter
Arten delas in i följande underarter:
- S. s. decarinatus
- S. s. satrapes